# خرطالية
خِرْطالِيَّة (الاسم العلمي: Aira)، جنس نباتات من العالم القديم تنتمي إلى فصيلة النجيلية. مواطنها غرب وجنوب أوروبا، ووسط وجنوب غرب آسيا، بالإضافة إلى إفريقيا.